# Jaromír Trejbal
Jaromír Trejbal (1905 Louny – 1995 Praha) byl český kuchař, autor kuchařek a osobní kuchař Vlasty Buriana. Specializoval se na studenou kuchyni.

## Životopis
Narodil se roku 1905 v Lounech do rodiny kováře. Měl starší sestru. Protože jej rodina nemohla podporovat na studiích, rozhodl se pro dráhu kuchaře. Čtyři roky strávil v učení v luxusní restauraci Šlechtického kasina v Millesimovském paláci. Poté pracoval v restauraci Obecního domu a v luxusním hotelu Beránek. Jeho kariéru přerušila základní vojenská služba, po které se rozhodl získat zkušenosti v zahraničí.
Místo v České restauraci v Paříži získal i díky tomu, že byl dobrý fotbalista. Za pražskou Slávii hrál dorosteneckou první ligu. Mužstvu pařížských Čechů totiž chyběl hráč. Později Trejbal vzpomínal, že v zápase proti týmu francouzských kuchařů na sebe upozornil dvěma góly, takže začal hrát za ně a přitom získal místo v největším podniku v Paříži, luxusní restauraci La Coupole Montparnasse s osmdesáti kuchaři. Následně prošel řadou dalších špičkových restaurací: restaurací Chez Potin na Champs Elysées, restaurací L'Espadon v pařížském hotelu Ritz, ve francouzském přímořském letovisku Biarritz a v Hotelu de Paris v Monte Carlu.
Do Prahy se Jaromír Trejbal vrátil roku 1937. Nejprve byl vedoucím studené kuchyně v restauraci Jindřicha Vaňhy Vaňhova rybárna a poté v lahůdkářství U Lipperta. Tam si údajně chtěl zlepšit své znalosti němčiny. Při práci u Lipperta se Trejbal seznámil s hercem Vlastou Burianem, pro kterého po osm let pracoval jako osobní kuchař. Šťastné období skončilo obviněním Vlasty Buriana ze spolupráce s nacisty. Své kuchařské zkušenosti shrnul v kuchařce Nová kuchyně z roku 1947. Jeho druhá kniha Novodobá kuchařka již vydána nebyla. Další kariéru Jaromíra Trejbala poznamenaly i změněné společenské podmínky v komunistickém Československu. Až do svého odchodu do důchodu v roce 1965 tak pracoval v obyčejné výrobně lahůdek podniku Potraviny.
V roce 1985 byl osmdesátiletý Jaromír Trejbal pozván majitelem České restaurace v Paříži, aby naučil místní personál vařit novou českou kuchyni. V roce 1986 prakticky zapomenutý Trejbal na výstavě Gastroprag získal Cenu čs. televize za nejhodnotnější výtvarný exponát.
Na sklonku života Trejbal vydal knihy Z hotelu Ritz do kuchyně Vlasty Buriana a Co jedl Vlasta Burian?, spojující jeho paměti s vybranými kuchařskými recepty. Roku 1992 vyšel Trejbalův text Český kuchař ve francouzské kuchyni jako sešitová příloha časopisu Naše rodina. Publikoval též sérii článků v novinách Svobodné slovo.
Jaromír Trejbal zemřel roku 1995 ve věku devadesáti let.
Jako svůj vzor Trejbala označil šéfkuchař Roman Paulus, který roku 2012 jako první český šéfkuchař získal michelinskou hvězdu.

## Praxe
- Šlechtické kasino, Millesimovský palác, Praha
- Obecní dům, Praha
- Hotel Beránek, Praha
- Česká restaurace, Paříž
- Restaurace La Coupole Montparnasse, Paříž
- Chez Potin, Paříž
- Restaurace L'Espadon, Hotel Ritz, Paříž
- Kuchyně královské rezidence Alberta I. Belgického, Biarritz
- Hotel de Paris, Monte Carlo
- Restaurace Vaňhova rybárna, Praha
- Lahůdkářství U Lipperta, Praha
- Vlasta Burian – osobní kuchař

## Knihy
- Nová kuchyně (1947)
- Novodobá kuchařka (1947, nevydána)
- Co jedl Vlasta Burian? (1991)
- Z hotelu Ritz do kuchyně Vlasty Buriana (1991, 2009)